# Mogul
Mogul é uma região censitária e área não incorporada do condado de Washoe, estado do Nevada, nos Estados Unidos. Fica no lado ocidental da região Reno–Sparks Metropolitan Statistical Area, na Interstate 80. Segundo o censo realizado em 2010, população era de 1.290 habitantes. Até 2010, fazia parte da região censitária de Verdi-Mogul.

## Geografia
Mogul fica situada a 10 quilómetros a oeste do centro da cidade de Reno, próximo da fronteira ocidental do Nevada.
De acordo com o  United States Census Bureau, Mogul tem uma superfície total de 3,8 km2, todos constituídos por terra.
Em termos educativos, Mogul é servida pela Washoe County School District.

## Enxame de sismos de 2008
Em fevereiro de 2008, um enxame de sismos começou e terminou em junho de 2008. O número total de sismos na área atingiu mais de 5000 e variaram entre de  0.7 e 4,7 da  escala de Richter.